# マクシミリアン・ヨーゼフ・フォン・トゥルン・ウント・タクシス
マクシミリアン・ヨーゼフ・フォン・トゥルン・ウント・タクシス（Prinz Maximilian Joseph von Thurn und Taxis, 1769年5月29日 レーゲンスブルク - 1831年5月15日 プラハ）は、ドイツ・バイエルン選帝侯領及び神聖ローマ皇帝軍の将官。トゥルン・ウント・タクシス家ボヘミア分家の始祖。同時に、イタリア貴族カステル・ドゥイーノ公爵家の遠祖でもある。
トゥルン・ウント・タクシス侯アレクサンダー・フェルディナントと、その3人目の妻でフュルステンベルク＝シュテューリンゲン侯ヨーゼフの娘マリア・ヘンリエッテ・ヨーゼファ（1732年 - 1772年）の間の末息子。
1772年4月29日、わずか3歳の時に、おじのクリスティアン侯子よりバイエルン選帝侯領軍に所属するタクシス胸甲騎兵連隊の所有者の職を引き継ぐ。1785年フーベルトゥス勲章を受章、1790年5月18日バイエルン軍の騎兵大佐となる。1798年5月19日付で神聖ローマ皇帝軍に移籍し、1799年のイタリア戦役ではロプコヴィッツ侯竜騎兵連隊の先陣を務めた。しかし、続く1800年6月のマレンゴの戦いでは重傷を負い、以後の軍事的栄達は断念を余儀なくされた。1800年6月24日、皇帝軍の陸軍少将の肩書を与えられた。
1803年12月1日、皇帝の弟で、トスカーナ大公の座を追われてザルツブルク・ヴュルツブルクを転々としていたフェルディナント大公の近衛隊長となり、大公が1814年のウィーン会議の結果イタリアに帰国するまで務めた。1815年より家族と共にプラハに移住、1831年に死去し、所領ドブロヴィッツの郊外ザイチンの一族の墓廟に葬られた。

## 子女
1791年6月6日プラハで、アントン・フォン・ロプコヴィッツ侯爵（1729年 - 1803年）の娘マリー・エレオノーレ（1770年 - 1834年）と結婚し、間に6人の男子をもうけた。
- カール・アンゼルム（1792年 - 1844年） - 1815年伯爵令嬢マリー・イザベル・フォン・ウント・ツー・エルツ・ゲナント・ファウスト・フォン・シュトロムベルクと結婚
- アウグスト・マリア・マクシミリアン（1794年 - 1862年）
- ヨーゼフ（1796年 - 1857年）
- カール・テオドール（1797年 - 1868年） - バイエルン軍騎兵大将、1827年伯爵令嬢ユリアーネ・フォン・アインジーデルと結婚
- フリードリヒ・ハンニバル（1799年 - 1857年） - オーストリア軍騎兵大将、1831年伯爵令嬢マリー・アントイネッテ・バッチャーニと結婚
- ヴィルヘルム・カール（1801年 - 1848年） - オーストリア軍陸軍少将、サン・マルコ共和国掃討戦の最中の1848年6月11日ヴィチェンツァで戦死